# Amelia Atwater-Rhodes
Amelia Atwater-Rhodes (født 16. april 1984) er en amerikansk forfatter af fantasyhistorier, ofte om vampyrer og hekse. Hun er i USA blevet omtalt som værende blandt de 20 unge mennesker, der kommer til at ændre verden.
Hun har altid været god til at finde på historier, specielt historier om vampyrer, hekse og andre mystiske væsener.
Amelia skrev sin første roman I nattens skove da hun var tretten år gammel, og Mørkets skygger blev skrevet to år efter. 

## Bøger
- 1999 In the Forests of the Night (I nattens skove) (på dansk: 2000)
- 2000 Demon in My View (Mørkets skygger) (på dansk: 2000)
- 2001 Shattered Mirror
- 2002 Midnight Predator

### Kiesha'ra-serien
- 2003 Hawksong
- 2004 Snakecharm
- 2005 Falcondance
- 2006 Wolfcry
- 2007 Wyvernhail

## Eksterne link
- Forfatterens officielle hjemmeside Arkiveret 12. februar 2012 hos  Wayback Machine
- Random Houses website